# Ritual (album de Soulfly)
Pour les articles homonymes, voir Ritual.
Albums de Soulfly
Archangel
(2015) Totem
(2022)

Ritual est le onzième album de Soulfly, sorti le 19 octobre 2018 sous le label Nuclear Blast. C'est le troisième album de Soulfly avec Zyon, le fils de Max Cavalera. Il  a été produit par Josh Wilbur.
De nombreux musiciens ont été invités : Randy Blythe de Lamb of God, Ross Dolan du groupe Immolation et Mark Damon de The Pretty Reckless. Quatre singles ont été tirés de cet album - Evil Empowered, Ritual, Dead Behind the Eyes, et Under Rapture.
Ritual s'est vendu à 3600 exemplaires lors de sa première semaine de sortie aux États-Unis.

## Liste des chansons
| 1.    | Ritual                                        | 4:55 |
| 2.    | Dead Behind the Eyes (featuring Randy Blythe) | 5:17 |
| 3.    | The Summoning                                 | 4:15 |
| 4.    | Evil Empowered                                | 3:33 |
| 5.    | Under Rapture (featuring Ross Dolan)          | 5:42 |
| 6.    | Demonized                                     | 4:42 |
| 7.    | Blood on the Street                           | 4:32 |
| 8.    | Bite the Bullet                               | 3:52 |
| 9.    | Feedback!                                     | 3:00 |
| 10.   | Soulfly XI (instrumental)                     | 3:25 |
| 43:13 |                                               |      |

## Musiciens
Soulfly
- Max Cavalera - chant, guitare, sitar
- Marc Rizzo - guitare
- Zyon Cavalera - batterie, percussions
- Mike Leon – basse

Musiciens additionnels
- Gary Elthie - batterie et voix sur "Ritual", flûte sur "Blood on the Street"
- Travis Stone - voix additionnelles sur "Ritual"
- D. Randall Blythe - voix additionnelles sur "Dead Behind the Eyes"
- Elizabeth Mictian - daf sur "Dead Behind the Eyes"
- Ross Dolan - voix additionnelles sur "Under Rapture"
- Josh Lomatewaima - batterie et chant sur "Blood on the Street"
- Chase Numkena - batterie et chant sur "Blood on the Street"
- Ron Taho - batterie et chant sur "Blood on the Street"
- Igor A. Cavalera - voix additionnelles sur "Feedback!"
- Mark Damon - saxophone sur "Soulfly XI"